# 교육총감부
교육총감부(일본어: 教育総監部 교이쿠소칸[*])는 일본 제국 육군의 군사 교육을 총괄하는 기관이다.

## 역사
감군부가 1898년 1월 22일에 발효된 교육총감조례 칙령 제7호에 따라 교육총감부로 기관이 개편되었다. 교육총감부의 본부는 도쿄시 고지마치구 하야부사정 1번지에 있는 감군부에서 옮겨가지 않고 그대로 개청하였고, 이후 1901년 4월 28일에 다이간료정으로 이사하였다. 1941년 12월 8일에 이치가이다이의 육군사관학교로 육군성, 참모본부, 육군항공총감부와 함께 옮겨가서, 15일에 끝냈다.
육군 항공대에 대해서는 항공총감부, 참모 육성은 참모본부에서 관할하였다.

## 조직
1890년 9월 30일, 야전포병감과 요새포병감이 신설되었다.
1900년 3월, 본부부장의 직위는 참모장으로 개명되었다.
1907년 10월, 요새포병감부가 중포병감부로 개명되었다.
1908년 12월의 부서개편에서 참모장은 본부장으로 개명되고 본부장 관할 부서인 서무과, 제1,2,3과가 신설되었다.
1919년 4월, 야전포병감과 중포병감이 포병감으로 통합되었다.
1938년 7월의 부서개편에 따라 본부장이 관할할 부서는 2개의 제1,2부와 4개의 제3,4,5,6과가 신설되었다. 제1부에는 제1,2,3과, 제2과에는 제4,5,6과가 배치되었다.
1941년 4월, 제1부는 총무부로 개명, 제2부가 폐지되고 밑의 제4과는 기병감부과 합쳐져 육군성 외국인 육군기갑본부로 재편성되었다. 제5과는 화병감부, 제6과는 통신병감부로 본부장이 아닌 총감부 직할 병과부가 되었다.
1945년 3월 19일, 혼슈의 방공을 위해 고사병감부가 신설되었다.
| - 본부부장 → 참모장 → 본부장 - 제1부: 총무부장 - 서무과 - 제1과 - 제2과 - 제3과 - 제2부: 제2부장 - 제4과 - 제5과 - 제6과 - 기병감부 - 야전포병감부 - 요새포병감부 - 포병감부 - 공병감부 - 치중병감부 | 1941년 4월 이후 - 본부장 - 총무부: 총무부장 - 서무과 - 제1과 - 제2과 - 제3과 - 포병감부 - 공병감부 - 치중병감부 - 화병감부 - 통신병감부 - 고사병감부 |

### 부서별 군학교
- 기병감부
  - 육군기병실시학교/육군기병학교
  - 육군전차학교
- 포병감부
  - 육군요새포병사격학교; 1907년 10월 9일, 요새포병감부에서 전속.
  - 육군야전포병학교; 1919년 4월 15일, 야전포병감부에서 전속.
  - 육군중포병사격학교/육군중포병학교; 1919년 4월 15일, 중포병감부에서 전속.
- 공병감부
  - 육군공병학교
- 치중병감부 
  - 육군자동차학교
  - 육군치중병학교
- 화병감부
  - 육군나라시노학교
- 통신병감부
  - 육군통신학교; 1941년 4월 10일, 공병감부에서 전속.
  - 도쿄 육군소년통신병학교
  - 무라마쓰 육군소년통신병학교
- 고사병감부
  - 육군방공학교/지바 육군고사학교; 1945년 3월 19일, 포병감부에서 전속.
- 총감부 직할
  - 육군사관학교
  - 육군예과사관학교
  - 육군예비사관학교
  - 육군유년학교
  - 육군포공학교/육군과학학교
  - 육군도야마학교
  - 육군보병학교
  - 육군교도학교
  - 육군궁주링학교

## 교육총감
교육총감은 육군대신, 참모총장와 함께 육군삼장관으로 묶어서 일컫는 요직위 친임관으로, 육군중장 이상의 장관이 임명되었다. 일본 제국 육군의 장병 교육에 관한 행정업무를 총괄하였다. 
임기 중에 사망한 와타나베 조타로 대장은 천황기관설을 지지하였는데, 당시 황도파 수반인 마사키 진자부로 대장의 후임으로 취임한 것을 계기로 황도파의 미움을 샀고, 2·26 사건에서 보병 제3연대의 반란군에 의해 사살되었다.
| #    | 성명              | 취임일           | 이임일            | 출신/기수   |
| ---- | ----------------- | ---------------- | ----------------- | ----------- |
| 1    | 데라우치 마사타케 | 1898년 1월 22일  | 1900년 4월 25일   | 조슈번      |
| 2    | 노즈 미치쓰라     | 1900년 4월 25일  | 1904년 3월 17일   | 사쓰마번    |
| 3    | 데라우치 마사타케 | 1904년 3월 17일  | 1905년 5월 9일    | 조슈번      |
| 4    | 니시 간지로       | 1905년 5월 9일   | 1908년 12월 21일  | 사쓰마번    |
| 5    | 오시마 히사나오   | 1908년 12월 21일 | 1911년 9월 6일    | 아키타번    |
| 6    | 아사다 노부오키   | 1911년 9월 6일   | 1914년 4월 22일   | 가와고에번  |
| 7    | 우에하라 유사쿠   | 1914년 4월 22일  | 1914년 12월 17일  | 육사 구3기  |
| 8    | 이치노헤 효에     | 1914년 12월 17일 | 1919년 8월 26일   | 육사 구3기  |
| 9    | 오타니 키쿠조     | 1919년 8월 26일  | 1920년 [12월 28일 | 육사 구2기  |
| 10   | 아키야마 요시후루 | 1920년 12월 28일 | 1923년 3월 17일   | 육사 구3기  |
| 11   | 오바 지로         | 1923년 3월 17일  | 1926년 3월 2일    | 육사 구8기  |
| 12   | 기쿠치 신노스케   | 1926년 3월 2일   | 1927년 8월 26일   | 육사 구11기 |
| 13   | 무토 노부요시     | 1927년 8월 26일  | 1932년 5월 26일   | 육사 3기    |
| 14   | 하야시 센주로     | 1932년 5월 26일  | 1934년 1월 23일   | 육사 8기    |
| 15   | 마사키 진자부로   | 1934년 1월 23일  | 1935년 7월 16일   | 육사 9기    |
| 16   | 와타나베 조타로   | 1935년 7월 16일  | 1936년 2월 26일   | 육사 8기    |
| 17   | 니시 요시카즈     | 1936년 3월 5일   | 1936년 8월 1일    | 육사 10기   |
| 18   | 스기야마 겐       | 1936년 8월 1일   | 1937년 2월 9일    | 육사 12기   |
| 19   | 데라우치 히사이치 | 1937년 2월 9일   | 1937년 8월 26일   | 육사 11기   |
| 20   | 하타 슌로쿠       | 1937년 8월 26일  | 1938년 2월 14일   | 육사 12기   |
| 21   | 안도 리키치       | 1938년 2월 14일  | 1938년 4월 30일   | 육사 16기   |
| 22   | 니시오 도시조     | 1938년 4월 30일  | 1939년 9월 12일   | 육사 14기   |
| 대리 | 가와베 마사카즈   | 1939년 9월 12일  | 1939년 10월 14일  | 육사 19기   |
| 23   | 야마다 오토조     | 1939년 10월 14일 | 1944년 7월 18일   | 육사 14기   |
| 24   | 스기야마 겐       | 1944년 7월 18일  | 1944년 7월 22일   | 육사 12기   |
| 대리 | 노다 겐고         | 1944년 7월 22일  | 1944년 11월 22일  | 육사 24기   |
| 25   | 하타 슌로쿠       | 1944년 11월 23일 | 1945년 4월 7일    | 육사 12기   |
| 26   | 도이하라 겐지     | 1945년 4월 7일   | 1945년 8월 25일   | 육사 16기   |
| 27   | 시모무라 사다무   | 1945년 8월 25일  | 1945년 10월 15일  | 육사 20기   |

## 참고
1. ↑  “官報” (일본어) (4364). 1898년 1월 22일. doi:10.11501/2947653.
2. ↑  “官報” (일본어) (4371). 1898년 1월 31일. doi:10.11501/2947660.
3. ↑  “官報” (일본어) (5344). 1901년 4월 30일. doi:10.11501/2948641.